# Олівія Родріґо
Олівія Ізабель Родріґо (20 лютого 2003 , Мурріета, Ріверсайд, Каліфорнія, США ) — американська акторка, співачка й авторка пісень. Найвідоміші ролі — у серіалах «Бізаардварк» на каналі «Дісней» та «Класний Мюзикл: Мюзикл: Серіал» на сервісі «Дісней+». Музичну популярність здобула на початку 2021 року дебютним синглом «Drivers License».

## Біографія
Олівія Родріґо народилася 20 лютого 2003 року в Муррієті, штат Каліфорнія, США в родині шкільної вчительки Дженніфер і сімейного терапевта Кріса. Єдина дитина в сім'ї, вона виросла в сусідній Темекулі. Родріго народилася напівглухою на ліве вухо. Родріго називає себе філіппінською американкою. Її дід і один із прадідів по батьківській лінії емігрували з Філіппін, і її сім'я дотримується філіппінських традицій і кухні. Її мати має німецьке та ірландське походження. Вона росла, слухаючи улюблену альтернативну  рок-музику своїх батьків, таку як гурти No Doubt, Pearl Jam, White Stripes і Green Day.У 6 років почала відвідувати уроки акторської майстерності та співу, а пізніше почала грати в театральних постановах у початковій школі Лізи Дж. Мейлс і середній школі Дороті МакЕлхінні. У 2016 році Олівія переїхала до Лос Анжелесу й отримала роль Пейдж Олвери в серіалі «Бізаардварк».

## Кар'єра

### Акторська кар'єра
Вперше Родріґо з'явилася на екрані в рекламному ролику «Old Navy» у 2015 році. Невдовзі після того дебютувала як акторка у головній ролі Ґрейс Томас у фільмі «An American Girl: Grace Stirs Up Success». У 2016 році отримала визнання за роль Пейдж Олвери в серіалі «Бізаардварк» на каналі «Дісней», яку виконувала протягом трьох сезонів. У лютому 2019 року Родріґо була затверджена на роль Ніні Салазар-Робертс у «Класний Мюзикл: Мюзикл: Серіал» на сервісі «Дісней+». Прем'єра серіалу відбулася у листопаді того ж року. Молода акторка отримала високі оцінки критики за цей проєкт — і прорив у кар'єрі.

### Музична кар'єра
Музичну діяльність Родріґо розпочала у рамках роботи над «Класним Мюзиклом»: разом з колегою Джошуа Бассеттом написала й виконала пісні «All I Want» і «Just for a Moment» для офіційного саундтреку. Пізніше, у 2020 році, Родріґо підписала контракти з музичними лейблами «Interscope Records» та «Geffen Records». 8 січня 2021 року вона випустила дебютний сингл «Drivers License», який здобув визнання критики й за тиждень двічі побив рекорд на сервісі «Spotify» у кількості щоденних прослуховувань не святкової пісні (17 мільйонів прослуховувань за день у світі). Також пісня дебютувала на першому місці в чарті «Billboard Hot 100» і в чартах Австралії, Ірландії, Нової Зеландії, Нідерландів, Норвегії та Великої Британії. Родріґо прокоментувала успіх треку: «Це був абсолютно найбільш божевільний тиждень у моєму житті … Все моє життя просто враз змінилося в одну мить».

## Дискографія

### Студійні альбоми
- SOUR (2021)
- GUTS (2023)

### Сингли
- drivers license (2021)
- vampire (2023)
- bad idea right? (2023)